# Fondation des femmes
La Fondation des Femmes, créée en mars 2016, vise à collecter des fonds auprès du grand public et des entreprises pour les redistribuer aux associations spécialisées dans les droits des femmes et la lutte contre les violences faites aux femmes.

## Historique
La Fondation des Femmes est créée en mars 2016 sous l'égide de la Fondation de France par Anne-Cécile Mailfert. Dès son lancement, la Fondation des femmes annonce avoir retenu une vingtaine de projets à financer (bus pour les femmes SDF, Gynécologie sans frontières, l'application App'Elles, campagne de Force femmes, l'association Ikambere, etc.).
Dans la foulée de sa création, à l'occasion de la journée internationale des femmes le 8 mars 2016, la Fondation des femmes lance une campagne d'appel aux dons en proposant une formule mensualisée (8 euros par mois) pour soutenir la cause à l'année.
Depuis 2018, la fondation organise la Nuit des Relais, où des équipes courent et se relaient toutes les 8 minutes pour récolter des fonds. Les premières éditions avaient lieu uniquement à Paris sur le parvis de l'Hôtel de ville et sont maintenant organisées aussi à Bordeaux sur la place Pey Berland.
En mars 2019, la fondation publie un sondage à propos de la vision de l'égalité entre les femmes et les hommes, dont les données sont collectées par l'entreprise Kantar.

## Actions en faveur des associations
La Fondation des Femmes finance des projets à but non lucratif exclusivement destinés à la promotion des droits des femmes en France, comme la promotion de l’égalité femmes-hommes, la lutte contre les violences sexistes et sexuelles, le développement de la santé des femmes, etc. En 2023, 2,7 millions d'euros ont été distribués aux associations. Depuis 2016, 10 millions ont été reversés à plus de 500 projets.

### Grands Prix de la Fondation des Femmes
La Fondation des Femmes remet chaque année les Grands Prix qui permettent de financer des initiatives associatives ayant un fort impact, sur des thématiques spécifiques chaque année 
- Grands Prix 2023 : combattre les violences sexistes à la racine. Initiatives lauréates : En avant toute(s), Loba, les Descodeuses, Quartiers du Monde, Pépite sexiste, HF Île-de-France, Association pour un musée des féminismes, Centre audiovisuel Simone de Beauvoir, Féministes contre le cyber-harcèlement, Association francophone des femmes autistes, CIDFF de Mayotte[7], CIDFF du Doubs, CIDFF de l'Hérault, Observatoire des violences sexuelles et sexistes dans l'enseignement supérieur, Union nationale des familles de féminicide, Fédération nationale GAMS, FRCIDFF Hauts-de-France, Collectif 50/50, Ensemble en stage, Refugee Women's Centre, Atelier rural en Roya, le Planning familial, Collège national des sages femmes[8], le Sel dans le café, Règles élémentaires, Dans le genre égales[9].
- Grands Prix 2022 : l'égalité femmes-hommes à travers l'émancipation économique. Initiatives lauréates :  les Descodeuses, CIDFF lunevillois, En finir avec la polygamie (EFAPO), Force Femmes, Halte aux femmes battues, Plurielles, Sororitères, Rêv'elles, Travailleuses, Becomtech, Du côté des Femmes 95, le Laboratoire de l'égalité, MaMaMa[10], Agir pour la santé des femmes, Femmes de la Terre, le Filon, Toutes à l'abri, le CIDFF Mayotte, Léa Solidarité Femmes, Le mouvement du Nid Martinique, Agena, Solidarité Femmes Guadeloupe[11].

### Coups de pouce
La Fondation des Femmes aide chaque année des associations en manque de financement ou pour répondre à des difficultés économiques exceptionnelles. Le montant de cette aide est compris entre 2 000€ et 15 000€.

### Collecte de produits d'hygiène
Deux fois par an, la Fondation des Femmes organise une grande collecte dans une centaine de supermarchés en France, en partenariat avec Monoprix.
- collecte de fin de printemps : pour lutter contre la précarité des femmes en situation monoparentale en collectant des produits d'hygiène et de soin pour femmes et pour bébés.
- collecte de fin d'année : en partenariat avec Règles élémentaires pour collecter des produits d'hygiène menstruelle.

## Polémique
En 2016, deux syndicats de France Télévisions demandent des comptes à leur direction au sujet d'une aide de 7 000 euros accordée à la Fondation des Femmes, dont la dirigeante, Anne-Cécile Mailfert, est également, selon Le Canard Enchaîné, la compagne d'un proche de Delphine Ernotte. Les syndicats s'interrogent aussi sur l'attribution de la réalisation de trois clips contre les clichés sexistes au réalisateur Maxime Ruszniewski, administrateur de cette fondation.